# Даррінгтон (Вашингтон)
Даррінгтон (англ. Darrington) — місто (англ. town) в США, в окрузі Сногоміш штату Вашингтон. Населення — 1462 особи (2020).

## Географія
Даррінгтон розташований за координатами 48°15′13″ пн. ш. 121°36′9″ зх. д. / 48.25361° пн. ш. 121.60250° зх. д. (48.253586, -121.602524).  За даними Бюро перепису населення США в 2010 році місто мало площу 4,33 км², з яких 4,28 км² — суходіл та 0,06 км² — водойми. В 2017 році площа становила 4,65 км², з яких 4,59 км² — суходіл та 0,06 км² — водойми.

### Клімат
| Клімат : Даррінгтон                      | Клімат : Даррінгтон | Клімат : Даррінгтон | Клімат : Даррінгтон | Клімат : Даррінгтон | Клімат : Даррінгтон | Клімат : Даррінгтон | Клімат : Даррінгтон | Клімат : Даррінгтон | Клімат : Даррінгтон | Клімат : Даррінгтон | Клімат : Даррінгтон | Клімат : Даррінгтон | Клімат : Даррінгтон |
| Показник                                 | Січ.                | Лют.                | Бер.                | Квіт.               | Трав.               | Черв.               | Лип.                | Серп.               | Вер.                | Жовт.               | Лист.               | Груд.               | Рік                 |
| Абсолютний максимум, °C                  | 23,3                | 21,1                | 27,8                | 32,8                | 39,4                | 40,6                | 41,7                | 40,6                | 40,0                | 34,4                | 25,0                | 18,3                | 41,7                |
| Середній максимум, °C                    | 4,9                 | 7,7                 | 11,2                | 15,3                | 19,1                | 21,4                | 25,3                | 25,2                | 21,7                | 15,7                | 8,8                 | 5,3                 | 15,1                |
| Середній мінімум, °C                     | −2,4                | −1,3                | 0,4                 | 2,5                 | 5,8                 | 8,6                 | 10,0                | 10,2                | 7,3                 | 3,9                 | 0,7                 | −1,3                | 3,7                 |
| Абсолютний мінімум, °C                   | −25,6               | −23,9               | −17,8               | −6,7                | −6,7                | −0,6                | −1,1                | −4,4                | −4,4                | −8,9                | −20                 | −23,3               | −25,6               |
| Норма опадів, мм                         | 301                 | 222                 | 214                 | 131                 | 91                  | 72                  | 36                  | 41                  | 92                  | 188                 | 301                 | 326                 | 2015                |
| Днів з опадами                           | 17                  | 14                  | 16                  | 13                  | 12                  | 11                  | 6                   | 7                   | 9                   | 13                  | 16                  | 17                  | 151,0               |
| ---------------------------------------- | ------------------- | ------------------- | ------------------- | ------------------- | ------------------- | ------------------- | ------------------- | ------------------- | ------------------- | ------------------- | ------------------- | ------------------- | ------------------- |
| Джерело: Western Regional Climate Center |                     |                     |                     |                     |                     |                     |                     |                     |                     |                     |                     |                     |                     |

## Демографія
Згідно з переписом 2010 року, у місті мешкало 1347 осіб у 567 домогосподарствах у складі 349 родин. Густота населення становила 311 особа/км².  Було 644 помешкання (149/км²).
Расовий склад населення:
| - 92,4 % — білих - 2,4 % — корінних американців - 0,4 % — азіатів |

До двох чи більше рас належало 4,2 %. Частка іспаномовних становила 3,2 % від усіх жителів.
За віковим діапазоном населення розподілялося таким чином: 22,7 % — особи молодші 18 років, 60,7 % — особи у віці 18—64 років, 16,6 % — особи у віці 65 років та старші. Медіана віку мешканця становила 41,4 року. На 100 осіб жіночої статі у місті припадало 103,8 чоловіків;  на 100 жінок у віці від 18 років та старших — 101,7 чоловіків також старших 18 років.
Середній дохід на одне домашнє господарство  становив 50 632 долари США (медіана — 44 583), а середній дохід на одну сім'ю — 63 204 долари (медіана — 60 750). За межею бідності перебувало 20,9 % осіб, у тому числі 24,0 % дітей у віці до 18 років та 8,9 % осіб у віці 65 років та старших.
Цивільне працевлаштоване населення становило 505 осіб. Основні галузі зайнятості: виробництво — 23,8 %, освіта, охорона здоров'я та соціальна допомога — 17,6 %, роздрібна торгівля — 13,7 %, публічна адміністрація — 10,5 %.